# Contenido destacado de Windows
El Contenido destacado de Windows (en inglés: Windows Spotlight) es una funcionalidad incluida de manera predeterminada en Windows 10 y Windows 11 que descarga imágenes y anuncios automáticamente de Bing y los muestra en la pantalla de bloqueo de Windows 10y Windows 11. En ocasiones, los usuarios tienen la oportunidad de marcar si desean ver más o menos imágenes similares a la que se presenta, y a veces las imágenes se superponen con enlaces a anuncios. En 2017, Microsoft comenzó a agregar información de ubicación para muchas de las fotografías. 

## Paisajes representados
Las imágenes suelen representar ubicaciones identificables y bien conocidas, como lugares históricos o naturales famosos. En ocasiones se proporciona información de ubicación, mientras que los créditos fotográficos generalmente no.

## Ruta local de las fotografías
Las fotografías se almacenan en la siguiente ruta:
%LocalAppData%\Packages\Microsoft.Windows.ContentDeliveryManager_cw5n1h2txyewy\LocalState\Assets
donde la variable de entorno %LocalAppData% corresponde a
C:\Usuarios\<Usuario>\AppData\Local
donde a su vez <Usuario> es el nombre del usuario que tiene la sesión activa.
Las fotografías están en formato JPG, pero se guardan sin archivo y con nombres generados como cadenas de 32 caracteres alfanuméricos. Una forma de verlas desde el explorador de archivos consiste en copiarlas a otra carpeta y añadirles la extensión .jpg.